# Ingeborg Mello
Ingeborg Mello, född 4 januari 1919, död 25 oktober 2009, var en argentinsk friidrottare. Hon deltog vid olympiska sommarspelen 1948.